# Districte de Zambèzia
El districte de Zambèzia fou una unitat administrativa colonial de Moçambic formada el 1858 amb la unió de les capitanies de Rios de Sena i Quelimane. Abraçava tota la vall del Zambeze i la capital era Quelimane.
El 1913 es va dividir en els districtes de Quelimane i Tete. El primer va agafar el nom de Zambézia vers el 1915 però va recuperar el seu nom anterior posteriorment, per retornar finalment al de Zambézia amb el que va esdevenir el 1975 la província de Zambézia al Moçambic independent.